# Cixila
Cixila va ser un religiós mossàrab de Toledo que està documentat com a arquebisbe de la ciutat durant el període musulmà vers el 774/5 i 783/4.
Després de la invasió musulmana de la península, Cixila va ser un dels prelats cristians que van conservar a la ciutat la cultura anterior a la conquesta i es van haver d'adaptar a les noves circumstàncies. Durant el segle VII hi va haver diverses revoltes per part dels habitants de Toledo, però es desconeix si van tenir algun comportament al respecte com a figures públiques pel fet de ser arquebisbes de Toledo, però és evident que aquests prelats, Cixila entre ells, van haver, almenys de pronunciar-s'hi.
La seva biografia ha estat plena de falsaris des de la seva mateixa mort. El text va ser elaborat per un clergue toledà de finals del segle viii inserida al final de la Crònica Mossàrab del 754; probablement no el va arribar a conèixer, però, en tot cas, la biografia és més aviat un elogi amb tendències hagiogràfiques. Cixila, llur pontificat va durar 9 anys, segons Flórez entre el 774/5 i 783/4, és considerat un home santíssim criat al servei de l'església de Toledo des de la seva infància i durant l'entrada dels musulmans a la península, i aquesta fidelitat a l'església li va procurar el seu ascens a la seu de Toledo. Entre els seus mèrits es destaca l'erudició sagrada, la restauració d'esglésies i virtuts teologals ben conegudes per tothom. Es diu que va acceptar el repte d'un teòleg sabel·lià sobre un punt doctrinal i el va derrotar; la història diu que qui el va reptar va emmalaltir i el bisbe va pregar per ell i es va recuperar.
La condició d'escriptor que se li atribueix va ser aprofitada al segle XVI per inventar una sèrie de fabules, més concretament se li va atribuir una carta dirigida a ell de part del rei Silo d'Astúries, que li dona les gràcies, entre altres coses, per haver enviat al nord nombroses relíquies i haver fet edificar una església a sant Tirs al costat de la gran mesquita de Toledo. L'escrit espuri va ser inclòs entre les còpies dels còdexs antics enviats a copiar per Juan Bautista Pérez que hi ha a la biblioteca capitular de Toledo. D'altra banda, se li ha atribuït una vida de sant Ildefons, recollida a molts còdexs espanyols des del segle x, els quals el senyalen com l'autor. S'ha dubtat de l'autenticitat de l'obra, que altres atribueixen a un altre bisbe Cixila de Lleó del segle x, però és una hipòtesi poc versemblant. L'editor Juan Gil manté l'atribució al bisbe toledà, però encara que no en fos l'autor, el cert és que l'obra va ser confeccionada a l'àrea toledana mossàrab i no al segle x, perquè és el lloc on es va iniciar el culte al sant i l'obra manté una clara estructura litúrgica per a la celebració de les matines de la seva festivitat.